# Chicago III
Chicago III is het derde studiomuziekalbum van de Amerikaanse band Chicago. Het album lijkt op zijn voorganger; ook dit album geeft een mix van rockmuziek met bigbandjazzinvloeden.
Het is het eerste album waarbij er sprake is van een officiële (Romeinse) nummering; het eerste en tweede album staan bekend onder verschillende namen. Nummer drie is als zodanig over de gehele wereld uitgebracht. Het is tevens het eerste dubbelalbum van Chicago, dat direct op één compact disc is geperst.
Stan Kenton is zo enthousiast over de band, dat hij een album opneemt Stan Kenton plays Chicago, daarop ook vreemd genoeg composities van Blood, Sweat and Tears, de concurrent van Chicago. Stan Kenton was niet de enige; ook Duke Ellington was gefascineerd door de muziek.

## Musici
De samenstelling van de band is niet gewijzigd ten opzichte van de albums Chicago I en Chicago II:
- Robert Lamm – toetsen, zang;
- Terry Kath – gitaar, zang
- Peter Cetera – basgitaar, zang
- Walter Parazaider – saxofoon en dwarsfluit; zang
- Lee Loughnane – trompet en zang
- James Pankow – trombone;
- Daniel Seraphine – slagwerk;
- James William Guercio – geen instrument, maar heeft een heel grote invloed op de klank.

## Composities
1. Sing a mean tune kid (Lamm)(LP1)
2. Loneliness is just a word (Lamm)
3. What else can I say (Cetera)
4. I don’t want your money (Kath, Lamm)
5. Flight 602 (Lamm)(LP omdraaien)
6. Motorboat to Mars (Seraphine)
7. Free (Lamm)(*)
8. Free country (Lamm, Parazaider, Kath)
9. At the sunrise (Lamm)
10. Happy 'cause I’m going home (Lamm)
11. Mother (Lamm)(LP2)
12. Lowdown (Cetera, Seraphine)(*)
13. A hard risin’ morning without breakfast (Kath)
14. Off to work (Kath)
15. Fallin’ out (Kath)
16. Dreamin’ home (Kath)
17. Morning blues again (Kath)
18. When all the laughter dies in sorrow (Kendrew Lascelles)(LP omdraaien)
19. Canon (Pankow)
20. Once upon a time (Pankow)
21. Progress? (Pankow/James William Guercio)
22. The approaching storm (Pankow)
23. Man versus man: the end (Pankow)

(*) zijn uitgegeven als singles.

Tracks 5-10 vormen samen Travel Suite; tracks 13-17 vormen An hour in the shower en track 18-23 vormen Elegy. Kendrew Lascelles is een (scenario-)schrijver, waarvan nauwelijks iets bekend is.